# دراج (اسم)
دراج هو اسم علم مذكر من أصل عربي، ومعناه هو بفتح الدال المبالغة لمن يكثر المشي والتطواف.

## وصلات خارجية
- موسوعة السلطان قابوس لأسماء العرب نسخة محفوظة 5 أبريل 2019 على موقع واي باك مشين.